# 山手町 (室蘭市)
山手町（やまてちょう）は北海道室蘭市の地名。山手町一丁目から三丁目の町がある。住居表示実施済み。郵便番号は051-0012。

## 地理
室蘭市の南部に位置し、北西から北に中央町、北に入江町、北東に茶津町、東に新富町、南に舟見町、西に栄町，本町，幸町と接する。

## 地域の特徴
室蘭市の都市計画マスタープランでは蘭西地域に属する。
新富町から続く丘陵地帯である。北縁を西から北海道道699号室蘭港線が走り、中央付近で国道36号に接続する。国道36号は北縁に沿って東に走る。また町域の西寄りを北から北海道道919号中央東線が南進し、蛇行して南東に抜ける。

一丁目にNHK室蘭放送局、北斗文化学園インターナショナル調理技術専門学校、二丁目に室蘭市立室蘭西中学校、室蘭地方気象台、三丁目に市立室蘭総合病院がある。

## 歴史
現在のNHK室蘭放送局の場所にはかつて市役所が存在していたが、その移転に際しては様々な問題が発生した。1930年（昭和5年）6月5日、当時常磐町にあった庁舎の改築案が提出され、6月29日の市会議員協議会では公園町仏坂への移転新築の案が有力となった。その後7月8日から始まった市会では賛否両論が百出し、反対派の市民が市長への面会を求めるなど混乱をきたしたが、3日目には新築移転案が可決された。この決定は蘭西連合町会の署名運動にまで発展し、大町，海岸町，浜町，常磐町の各町会長から市会議長と助役に2813人署名の陳情書が提出された。一方、賛成派の大工職組合代表や蘭東方面の住民有志代表からは新築移転の陳情が行われるなど、市民の間でも賛否両論にわかれた。そのような中、9月15日には現地にて地鎮祭が執り行われ工事が始まったが、工事中に敷地の一部に亀裂が生じ、仏坂などに地すべりの恐れが出たため、翌1931年（昭和6年）6月20日に北海道大学に調査を依頼した。ボーリング調査等をもとに、地すべり防止策を行うなどし、最終的には9月14日に工事検定を受けた後、庁舎の引き渡しが行われた。11月7日から庁舎の移転が始まったが、この際に市議4人をはじめ市民が市役所を訪ねて、庶務課長を殴るなどの暴力沙汰が発生した。このように移転に際して様々な因縁のあった庁舎は1941年（昭和16年）2月15日、一部からの出火により全焼した。

### 沿革
- 1966年（昭和41年）7月1日 - 山手町一丁目 - 三丁目新設[6][7]。

### 町名の変遷
| 実施内容          | 実施年月日               | 実施後       | 実施前                                           |
| ----------------- | ------------------------ | ------------ | ------------------------------------------------ |
| 町名新設 住居表示 | 1966年（昭和41年）7月1日 | 山手町一丁目 | 公園町（字），開運町（字）の各一部               |
| 町名新設 住居表示 | 1966年（昭和41年）7月1日 | 山手町二丁目 | 公園町（字），開運町（字），舟見町（字）の各一部 |
| 町名新設 住居表示 | 1966年（昭和41年）7月1日 | 山手町三丁目 | 公園町（字），開運町（字）の各一部               |

## 世帯数と人口
2023年（令和5年）12月31日現在（室蘭市発表）の世帯数と人口は以下の通りである。
| 町           | 世帯数  | 人口  |
| ------------ | ------- | ----- |
| 山手町一丁目 | 52世帯  | 72人  |
| 山手町二丁目 | 74世帯  | 122人 |
| 山手町三丁目 | 92世帯  | 128人 |
| 計           | 218世帯 | 322人 |

### 人口の変遷
国勢調査による人口の推移。
| 1995年（平成7年）  | 567人 | [ 8 ]  |  |
| 2000年（平成12年） | 610人 | [ 9 ]  |  |
| 2005年（平成17年） | 565人 | [ 10 ] |  |
| 2010年（平成22年） | 582人 | [ 11 ] |  |
| 2015年（平成27年） | 484人 | [ 12 ] |  |
| 2020年（令和2年）  | 420人 | [ 13 ] |  |

### 世帯数の変遷
国勢調査による世帯数の推移。
| 1995年（平成7年）  | 274世帯 | [ 8 ]  |  |
| 2000年（平成12年） | 238世帯 | [ 9 ]  |  |
| 2005年（平成17年） | 210世帯 | [ 10 ] |  |
| 2010年（平成22年） | 272世帯 | [ 11 ] |  |
| 2015年（平成27年） | 247世帯 | [ 12 ] |  |
| 2020年（令和2年）  | 221世帯 | [ 13 ] |  |

## 学区
市立小・中学校に通う場合、学区は以下の通りとなる。
| 町           | 街区 | 小学校               | 中学校               |
| ------------ | ---- | -------------------- | -------------------- |
| 山手町一丁目 | 全域 | 室蘭市立みなと小学校 | 室蘭市立室蘭西中学校 |
| 山手町二丁目 | 全域 | 室蘭市立みなと小学校 | 室蘭市立室蘭西中学校 |
| 山手町三丁目 | 全域 | 室蘭市立みなと小学校 | 室蘭市立室蘭西中学校 |

## 交通

### バス
道南バスが路線バスを運行する。北縁の北海道道699号室蘭港線を多くの路線が運行する他、市立室蘭総合病院に乗り入れる便がある。

### 道路
- 国道36号 ※国道235号との重用区間
- 北海道道699号室蘭港線
- 北海道道919号中央東線

## 施設

### 役所・公的機関
- 室蘭地方気象台

### 医療施設
- 市立室蘭総合病院

### 教育施設
- 室蘭市立室蘭西中学校
- 北斗文化学園インターナショナル調理技術専門学校

### 公園
- 開運公園

### その他
- NHK室蘭放送局